# Liste des présidents du Somaliland
Pour un article plus général, voir Président de la république du Somaliland.

Sceau de la présidence somalilandaise.

Cet article dresse la liste des présidents du Somaliland, un État auto-proclamé situé sur la Corne de l'Afrique internationalement reconnu comme faisant partie de la Somalie,. Le président de la république du Somaliland est le chef d'État et de gouvernement du Somaliland. Il dirige la branche exécutive du pays et est le commandant en chef des forces armées du Somaliland.
Depuis la déclaration d'indépendance unilatérale du pays en 1991, six personnes ont occupés la fonction. Depuis le 12 décembre 2024, l'actuel titulaire est Abdirahman Mohamed Abdullahi (Waddani) élu en 2024.

## Liste des titulaires
| N° | Portrait                     | Titulaire (Naissance-mort)                | Élection  | Mandat           | Mandat                        | Mandat                     | Parti politique         | Parti politique         |
| N° | Portrait                     | Titulaire (Naissance-mort)                | Élection  | Début            | Fin                           | Durée                      | Parti politique         | Parti politique         |
| -- | ---------------------------- | ----------------------------------------- | --------- | ---------------- | ----------------------------- | -------------------------- | ----------------------- | ----------------------- |
| 1  | Abdirahman Ahmed Ali Tuur    | Abdirahman Ahmed Ali Tuur (1931-2003)     | 1991      | 28 mai 1991      | 16 mai 1993                   | 1 an, 11 mois et 18 jours  |                         | DWS                     |
| 2  | Mohamed Ibrahim Egal         | Mohamed Ibrahim Egal (1928-2002)          | 1993 1997 | 16 mai 1993      | 3 mai 2002 (mort en fonction) | 8 ans, 11 mois et 17 jours |                         | Indépendant (1993-2001) |
| 2  | Mohamed Ibrahim Egal         | Mohamed Ibrahim Egal (1928-2002)          | 1993 1997 | 16 mai 1993      | 3 mai 2002 (mort en fonction) | 8 ans, 11 mois et 17 jours | UDUB (à partir de 2001) |                         |
| 3  | Dahir Riyale Kahin           | Dahir Riyale Kahin (né en 1952)           | 2003      | 3 mai 2002       | 27 juillet 2010               | 8 ans, 2 mois et 24 jours  |                         | UDUB                    |
| 4  | Ahmed Mahamoud Silanyo       | Ahmed Mahamoud Silanyo (1936-2024)        | 2010      | 27 juillet 2010  | 13 décembre 2017              | 7 ans, 4 mois et 16 jours  |                         | Kulmiye                 |
| 5  | Muse Bihi Abdi               | Muse Bihi Abdi (né en 1948)               | 2017      | 13 décembre 2017 | 12 décembre 2024              | 6 ans, 11 mois et 29 jours |                         | Kulmiye                 |
| 6  | Abdirahman Mohamed Abdullahi | Abdirahman Mohamed Abdullahi (né en 1956) | 2024      | 12 décembre 2024 | en cours                      | 4 mois et 28 jours         |                         | Waddani                 |